# Oligostigma syagrusalis
Oligostigma syagrusalis là một loài bướm đêm trong họ Crambidae.